# Alice e Peter
Alice e Peter (Come Away) è un film del 2020 diretto da Brenda Chapman, al debutto in un film live action.
La pellicola è il prequel delle storie di Alice e Peter Pan, immaginariamente dati per fratelli.

## Trama
Una madre legge la poesia The Stolen Child di William Butler Yeats ai suoi figli e racconta loro la storia di tre bambini di nome David, Alice e Peter, i quali vivono con i genitori Jack e Rose Littleton in una casa vicino a una foresta nella periferia di Londra. I fratelli sono dotati di grande immaginazione e passano il loro tempo giocando, inventandosi avventure fantastiche.
David, il primogenito, deve partire per una scuola prestigiosa e ciò crea un allontanamento con Peter. Un giorno, mentre gioca con lui durante un temporale, cade in un fiume venendo colpito da un fulmine, rimanendo ucciso. Ciò getta la famiglia nello sconforto, in quanto i genitori non riescono a gestire il dolore: Jack riprende il vizio del gioco d'azzardo e Rose cade in depressione, bevendo e cercando ossessivamente di realizzare un cappello verde che sarebbe stato il regalo di compleanno di David. Peter cerca di abbandonare le sue fantasie per diventare un bambino responsabile, così da riempire il vuoto colmato da David, mentre Alice viene assorbita dal suo mondo immaginario, mentre viene educata dalla severa zia Eleanor a diventare una signora di classe, così che possa integrarsi nell'alta società nonostante il ceto sociale povero da cui viene il padre.
Jack si mette nei guai a causa di alcuni debiti di gioco e Peter convince Alice ad andare a Londra di nascosto per vendere un orologio da taschino d'argento, cimelio di famiglia che Jack aveva donato a David, così da guadagnare abbastanza soldi. I due fratelli incontrano un gruppo di bambini di strada e un eccentrico negoziante, il "Cappellaio", il quale li conduce dal malavitoso Capitano James. Alice si perde sempre di più nel suo mondo fantastico e Peter rinuncia all'idea di essere un bambino ligio alle regole quando incontra nuovamente i ragazzi di strada, i quali si presentano come i bimbi sperduti, che si offrano di portarlo in un posto chiamato Isola che non c'è, dove non dovranno mai crescere. Jack va a trovare James, il quale in realtà è suo fratello, mentre il Cappellaio è il loro padre; Jack cerca di convincere il fratello a richiamare i suoi esattori e James, per fargli saldare il debito, gli ferisce gravemente una mano, che successivamente viene amputata.
Alice dovrebbe partire con Eleanor per essere educata all'alta società, ma viene convinta da Peter a rifuggire alle proprie responsabilità, seguendo il suo peluche dalle fattezze di un coniglio bianco per entrare nel Paese delle Meraviglie. Nel frattempo, Peter si fa aiutare dai bimbi sperduti per derubare James e combatte contro lui con la spada, riuscendo a tagliargli una mano, da cui poi cresce un uncino, per vendicare quanto successo al padre. Indossa poi i panni di Peter Pan, abbigliandosi con gli abiti e il cappello verdi in precedenza appartenuti a David. Alice esce dal Paese delle Meraviglie e vede Peter partire con i bimbi sperduti verso l'isola che non c'è, accompagnati dalla fata Campanellino. La bambina si ricongiunge con i genitori mentre Peter non torna più, salvo diverse visite nel corso degli anni per lasciare alla famiglia delle monete con cui sostenersi finanziariamente.
Si scopre che la donna che ha raccontato la storia è Alice da adulta e i bambini sono i suoi figli, Wendy, John e Michael Darling. Alice esce con suo marito George e, quando torna, sente un richiamo come quello che solevano fare i suoi fratelli. Scopre che i suoi figli sono scomparsi e intuisce che sono stati portati sull'Isola che non c'è.

## Produzione
Il progetto viene annunciato nel maggio 2016 insieme al nome della regista scelta, Brenda Chapman.
Le riprese del film sono iniziate a Londra nell'agosto 2018 e sono terminate a Los Angeles nell'ottobre dello stesso anno.

## Promozione
Il primo trailer del film viene diffuso il 9 ottobre 2020.

## Distribuzione
Il film è stato presentato al Sundance Film Festival 2020 il 24 gennaio e distribuito nelle sale cinematografiche statunitensi, ed in contemporanea on demand, a partire dal 13 novembre 2020.

## Accoglienza

### Critica
Sull'aggregatore Rotten Tomatoes il film riceve il 29% delle recensioni professionali positive con un voto medio di 5 su 10 basato su 69 critiche, mentre su Metacritic ottiene un punteggio di 40 su 100 basato su 17 critiche.